# Georg von Brandenstein
Georg Karl August Freiherr von Brandenstein (* 9. September 1827 in Enge, Schweiz; † 30. April 1897 in Doberan) war ein Großherzoglich Mecklenburgischer General der Kavallerie und Chef des Militärkabinetts.

## Leben

### Herkunft
Georg entstammt der alten thüringischen Familie von Brandenstein. Sein Großvater war der Großherzoglich Mecklenburg-Schwerinsche Geheimratspräsident und Minister August Georg von Brandenstein. Er war ein Sohn des mecklenburgischen Kammerherrn, Hauptmanns und Oberamtmanns Werner von Brandenstein (1792–1862) und dessen Ehefrau Charlotte, geborene von Rieben (1792–1870). Seine Schwester Auguste (1823–1900) war mit dem preußischen Generalmajor August Paul von Kahlden verheiratet.

### Militärkarriere
Brandenstein besuchte das Gymnasium in Friedland und das Kadettenhaus in Schwerin. Nach seinem Abschluss wurde er am 1. Juli 1847 als Portepeefähnrich dem Dragonerregiment des Mecklenburgischen Armeekontingents überwiesen und avancierte bis Mitte Dezember 1847 zum Sekondeleutnant. 1848 nahm er während des Feldzuges gegen Dänemark an den Gefechten bei Bilschau und Düppel sowie im Jahr darauf bei der Niederschlagung der Badischen Revolution an den Gefechten bei Großsachsen und Käfertal teil. Als Premierleutnant stieg Brandenstein Anfang Januar 1855 zum Regimentsadjutanten auf. Von Mai bis Juli 1856 war er als Begleiter des Herzogs Wilhelm zu Mecklenburg nach Berlin kommandiert. Brandenstein begleitete ihn anschließend von September 1856 bis August 1858 auf dessen Reise nach Afrika, Südamerika und England. Während dieser Zeit erhielt er zunächst den Charakter sowie den Dienstgrad als Rittmeister und wurde zum Eskadronchef ernannt. Kurzzeitig war Brandenstein von Juni bis September 1862 Militärbevollmächtigter bei der mecklenburgischen Gesandtschaft in Berlin. Unter Beförderung zum Major rückte er am 22. Dezember 1863 zum etatsmäßigen Stabsoffizier in seinem Regiment auf und wurde am 30. Mai 1864 Flügeladjutant des Großherzogs Friedrich Franz II.
In dieser Stellung war Brandenstein während des Deutschen Krieges vom 3. Juni bis zum 21. Juli 1866 in das preußische Große Hauptquartier kommandiert und nahm an der Schlacht bei Königgrätz teil. Anschließend erfolgte seine Kommandierung als Zweiter Generalstabsoffizier zum II. Reserve-Korps nach Bayern. Für sein Wirken erhielt er den Kronen-Orden III. Klasse mit Schwertern. Unter Belassung in seinem Verhältnis als Flügeladjutant wurde Brandenstein am 22. September 1867 zum Kommandeur des neuformierten 2. Dragoner-Regiments ernannt und Mitte Dezember 1867 zum Oberstleutnant befördert.
Durch die Militärkonvention mit Preußen erfolgte am 10. Oktober 1868 als Oberstleutnant und Regimentskommandeur seine Übernahme in den Verband der Preußischen Armee. Am 18. Juni 1869 wurde Brandenstein als Kommandeur des Garde-Kürassier-Regiments nach Berlin versetzt und nach der Mobilmachung anlässlich des Krieges gegen Frankreich zum Oberst befördert. Er führte sein Regiment bei Gravelotte, Beaumont, Sedan und Le Blanc-Mesnil sowie vor Paris und erhielt das Eiserne Kreuz II. Klasse. Unter Stellung à la suite seines Regiments wurde Brandenstein nach dem Friedensschluss am 12. Juli 1873 zum Kommandeur der 13. Kavallerie-Brigade in Münster ernannt und Mitte September des Folgejahres zum Generalmajor befördert. Am 25. September 1880 beauftragte man ihn mit der Führung der 8. Division in Erfurt. Am 18. Oktober 1880 erfolgte seine Ernennung zum Kommandeur dieser Division und einen Monat später avancierte er zum Generalleutnant. Unter Verleihung des Kronen-Ordens I. Klasse mit Schwertern am Ringe wurde Brandenstein am 4. November 1882 mit Pension zur Disposition gestellt.
Am 28. März 1883 wurde ihm mit seiner bisherigen Pension der Abschied bewilligt, um am 1. April 1883 als Generaladjutant in den Dienst des Großherzogs von Mecklenburg-Schwerin zu treten. Nach dem Tod von Friedrich Franz II. ernannte ihn dessen Nachfolger Friedrich Franz III. zum Chef des Militärkabinetts. Brandenstein wurde am 1. April 1888 General der Kavallerie und Anfang Oktober 1889 mit den Brillanten zum Roten Adlerorden I. Klasse ausgezeichnet. Am 30. April 1892 nahm er mit Pension seinen Abschied.

### Familie
Brandenstein heiratete am 12. September 1862 in Wieschendorf Luise von Mecklenburg (1838–1927), Tochter des Christian Ludwig von Mecklenburg auf Wieschendorf und der Gustave Luise von Stegmann. Das Paar hatte mehrere Kinder:
- Charlotte (1863–1944) ⚭ 1882 Friedrich Wilhelm Graf von Keller (1849–1932), Mitbesitzer von Möbisburg[1]
- Georg (1865–1917), preußischer Oberst a. D. und Kommandeur des Leib-Garde-Husaren-Regiments
- Hans (* 1866), Bürgermeister von Sankt Goar und preußischer Rittmeister a. D. der Landwehr-Kavallerie
- Elisabeth (1870–1909) ⚭ 1895 Ludwig von Meerheimb (1864–1924)
- Lothar (* 1875), preußischer Major und Kommandeur des 3. Garde-Ulanen-Regiments ⚭ 1902 Gertrude von der Meden (* 1869), Tochter von Carl August von der Meden
- Werner (* 1877), preußischer Leutnant a. D.
- Fritz (* 1883), preußischer Referendar